# Dick Swaab
Dick Frans Swaab (nacido el 17 de diciembre de 1944) es un médico holandés y neurobiólogo además de un conocido investigador. Es profesor de neurobiología en la Universidad de Ámsterdam y fue hasta 2005 director del Instituto Holandés de Investigación Cerebral de la Real Academia Holandesa de Artes y Ciencias.

## Carrera
Swaab se graduó en el Lyceum de Ámsterdam en 1963. Se recibió en medicina en la Universidad de Ámsterdam en el año 1968 y en 1970 con el profesor J. Ariens Kappers gracias a una tesis en neuroendocrinología. Desde 1978 ha sido director del instituto holandés para la investigación del cerebro. En 1979 fue designado profesor de neurobiología en la universidad de Ámsterdam. En 1985 fundó Nederlandse Hersenbank para facilitar la investigación internacional sobre enfermedades cerebrales.
Swaab es ateo.

## Trayectoria
Swaab es conocido por sus investigaciones y descubrimientos en el campo de la anatomía y la fisiología del cerebro, en particular por sus investigaciones sobre el impacto que varios factores hormonales y bioquímicos en el útero tienen sobre el desarrollo temprano del cerebro. Otra área de especialización es su investigación sobre cómo el dimorfismo sexual se relaciona con la anatomía del cerebro, así como la investigación relacionada con la orientación sexual y la transexualidad. A través de sus años de investigación, Swaab, según sus propias palabras, llegó a la conclusión determinista y materialista de que los cerebros no son cosas que tenemos, sino que los cerebros son lo que somos: los procesos físicos y químicos en nuestro cerebro determinan cómo reaccionamos y quiénes somos. Swaab, además, investiga la depresión y la enfermedad de Alzheimer.
La investigación de Swaab ha sido, en varias ocasiones, controvertida. Después de realizar investigaciones que sugieren vínculos entre la anatomía cerebral y la orientación sexual, Swaab denunció haber recibido amenazas de muerte de individuos que creen que este trabajo estaba tratando de "patologizar" la homosexualidad y tratarla como una anormalidad biológica o trastorno.
Según Swaab, la identidad de género, la orientación sexual, la pedofilia, las diferencias sexuales en la cognición y los riesgos de trastornos neuropsiquiátricos vienen programados en nuestro cerebro.

## Reconocimientos
Swaab es editor de varias revistas sobre la investigación del cerebro. Es miembro honorario y fundador de muchas asociaciones científicas y profesionales. Ha sido la segunda persona en serle concedida reconocimiento oficial Emil Kraepelin en el Instituto de Max Planck de psiquiatría, Munich, Alemania en 1996, y ha sido profesor visitante en tres universidades en China, y en Stanford, Estados Unidos. También ha sido nombrado profesor Chao Kuang Piu en la Universidad de Zhejiang, Hangzhou, China.[cita requerida]
Ha sido condecorado como Caballero de la Orden del León de Holanda, una alta orden de caballería del Reino de los Países Bajos.